# ديانة الدينكا
تشير أساطير الدينكا إلى الدين الشعبي والحكايات الشعبية لشعب الدينكا أو المونيجانغ، وهم مجموعة عرقية في جنوب السودان.

## الخلق
الإله الأعلى الخالق نهياليك هو إله السماء والمطر، وحاكم كل الأرواح. ويعتَقَد أنه حاضر في كل الخلق، ويتحكم في قدر كل إنسان ونبات وحيوان على كوكب الأرض. يسمى نهياليك أيضًا جاك أو جونغ أو ديوكين عند مجموعات نيلية أخرى مثل النوير والشلك. خلق نياليك خلقَه من العدم وقلّما انخرط في شؤون البشر. 
تتعدد روايات أسطورة الخلق الدينكية التي تهتم اهتمامًا أساسيًّا بخلق الإنسان. أول البشر هما غارانغ وآبوك. في بعض الروايات، خلق نهياليك البشر بنفثهم من أنفه، وفي روايات أخرى كانت السماء أصل الإنسان ثم وُضعوا في نهر وفيه أصبحوا كبارًا بالغين. وفي روايات أخرى أن البشر شُكّلوا على هيئات طينية ثم وضعوا في أوانٍ حتى ينضجوا. خُلق غارانغ وآبوك من طين السودان.
أمرهم نهياليك أن يتكاثروا وأخبرهم أن أبناءهم سيموتون ولكنهم سيعودون إلى الحياة بعد خمسة عشر يومًا. اعترض غارانغ لأنه إذا لم يمت أحدٌ موتًا دائمًا لن يكون في الأرض كفاية من الطعام. وعندها أدخل نهياليك الموت الدائم. أمر نهياليك البشر الأوائل أن يزرعا نبتة واحدة من الحبوب كل يوم، أو أعطاهم حبة واحدة كل يوم. ثم أدّى الجوع اليومي إلى صنع آبوك لعجينة من الحبوب جعلتها تدوم أطول. ولكن عندما عصى آبوك وزرع أكثر من نبتة واحدة، قطع نهيالاك الحبل بين السماء والأرض.

## البانثيون (مجمع الآلهة)
عند شعب الدينكا بانثيون (مجمع) للآلهة.
دنغديت أو دنغ هو إله السماء والمطر والخصوبة، وقد أعطاه نهياليك القوة. أم دنغ اسمها آبوك، وهي الإلهة الرئيسة للزراعة والنساء جميعًا، وتمثلها أفعى. ويعتقد بعض الدينكا أن غارانغ، وهو إله آخر،إله كبته دنغ، لأن أرواحه قد تؤدي إلى بكاء معظم نساء الدينكا وبعض رجالهم. يشير مصطلح «جوك» إلى مجموعة من الأرواح الأسلافية.

## ابتهال الصلاة
يوجه الدينكيون صلواتهم أولًا إلى الكائن الأعلى نهياليك ثم يتضرعون إلى الآلهة الأخرى. 
يصلي الدينكيون طلبًا لاعتدال الطقس. ويصلون أيضًا طلبًا للحصاد الخيّر وحماية الناس وتعافي المواشي من المرض وصلاح الصيد. 
تقدم قرابين الثيران إلى نهياليك. يقرب الدينكيون قرابينهم وهم يصلون. ويتضرعون إلى كل آلهة القبيلة والآلهة الحرة والأرواح الأسلافية وأحيانًا إلى الإله الأعلى نهياليك. يحمل الذين يؤدون الصلاة في أيديهم رمح صيد. تنشَد العبارات القصيرة الدالة على الحاجة في حين يُغرَز الرمح في الحيوان الذي سيكون قربانًا. يكرر المشتركون كلمات القائد. في أيام الأزمات أو المناسبات المهمة يستمر الدينكيون في الصلاة وتقديم القرابين فترات طويلة من الزمن. 
مراحل الصلاة القربانية:
1. يصف القائد المشكلة التي يواجهها الناس.
2. يعترف القائد والحضور جميعًا بخطايا الماضي.
3. يُمَجَّد الإله بإنشاد ترانيم تمجيد أو أغاني ثيران.
4. تُطرح المصيبة في الحيوان المضحَّى.

## الأرواحية (حيوية المادة)
يعتقد الدينكيون بالأرواحية. يرث الدينكي طوطمًا من كلٍّ من أبويه. من شأن المؤمنين أن يقربوا قرابين إلى القوة التي يمثلها طوطمهم ويحافظوا على علاقات إيجابية بأعضاء القبيلة. يعد أكل الطوطم أو إيذاؤه فألًا سيّئًا لمن يشتركون فيه. يعتقد أن بعض الطواطم تمنح قوًى. فالبومة مثلًا يعتقَد أنها تعطي قوة العناية الإلهية. الطواطم قد تكون من الحيوانات أو من غيرها، فبعض الدينكيين عندهم طواطم من معادن نفيسة، ولكن معظمها يكون من الحيوانات.
في لغة الدينكا، يسمى الطوطم كوار. لا يعبد الدينكيون طواطمهم بل يقولون إنهم «مرتبطون» بها. نشرح في الفقرة التالية حالة العلاقة بالأفعى.

### الأفاعي
يوقّر بعض الدينكيين الأفعى النفاثة الإفريقية. أكثر الأفاعي إجلالًا بينهم هي: أتيمياث، وبيار كيرور، ومالوانغ. يقدم لهذه الأفاعي قرابين من جبن ذائب مصنوع محليا لاسترضائها، وبعد ذلك تُطلَق في الغابة. يعتقَد أن قتل الأفاعي فأل سوء على المجتمع أو على الفرد، بافتراض أن الأرواح قد تهاجم القاتل.